# 渡辺保裕
渡辺 保裕（わたなべ やすひろ、1967年6月11日 - ）は、日本の漫画家。千葉県鴨川市出身。

## 来歴
手塚治虫に憧れ、漫画家を志す。大学卒業後、加藤唯史、原哲夫のアシスタントを経てデビュー。

## 人物
子どもの頃から野球観戦が大好きであった。大学時代は当時のプロ野球12球団すべてのファンクラブ会員になっていたほどである。その頃からの熱意や観察眼がやがて自身の描く野球漫画に役に立っている。

実家はレストランを営んでいたことから、食に対しても積極的である。一流グルメに留まらずB級グルメやご当地グルメまで守備は広い。野球とグルメを両方楽しめる漫画作品「球場三食」はまさに真骨頂の作品。

35歳の時に誕生した娘と一緒に野球観戦に出掛け、各球場で味わえる“スタジアムグルメ”に舌鼓を打つ時間が至福のひとときである。

## 作品リスト
- 内閣権力犯罪強制取締官 財前丈太郎（原作：北芝健、『週刊コミックバンチ』、新潮社、全17巻）
- ワイルドリーガー（『週刊コミックバンチ』、新潮社、全10巻）
- 火の球（『別冊漫画ゴラク』、日本文芸社、全1巻）
- 熱球時代（『別冊漫画ゴラク』、日本文芸社、全1巻）
- 銭刑事－外道のマムシ－（原作：平井りゅうじ、『別冊漫画ゴラク』、日本文芸社、全1巻）
- OUT PITCH（『週刊コミックバンチ』、新潮社、全5巻）
- ドカコック（『週刊漫画ゴラク』シリーズ連載、日本文芸社、少年画報社より既刊1巻）
- 黒い報告書（協力：週刊新潮編集部、『週刊コミックバンチ』、新潮社、全3巻）
- プレイキャッチ－背番号への想い編－（原作：宮本英治、『週刊漫画サンデー』、実業之日本社、全1巻）
- とせい 〜任侠書房〜（原作：今野敏、『週刊漫画サンデー』、実業之日本社、全3巻）
- 任侠学園（原作：今野敏、『週刊漫画サンデー』、実業之日本社、全4巻）
- 借金探偵（『週刊実話』、日本ジャーナル出版）
- 神様がくれた背番号（原作：松浦儀実、『別冊漫画ゴラク』、日本文芸社）
- 関東三国志（原作：夏原武、『プレイコミック』、秋田書店）
- 熊本城伝説 首かけ石（『週刊漫画サンデー』、実業之日本社）
- モップアップマン（『ビッグコミック』、小学館）
- 球場三食（『月刊アフタヌーン』、講談社、全4巻）
- ドカせん（『週刊漫画ゴラク』、日本文芸社）
- 高速スライダー 幸運な男・伊藤智仁（マンバにて現在連載中）[4]。
- 異世界三冠王（『週刊漫画ゴラク』、日本文芸社）
- ドカクエ 異世界ドカコッククエスト（『コミックヘヴン』、日本文芸社、全3巻）

など

## メディア出演
テレビ
- マツコの知らない世界（2023年7月4日、TBSテレビ）- 「スタジアムグルメの世界」の回に、娘と共に“全国のスタジアムを巡り18年間で3000食以上食べてきた父娘”として出演[3]